# Microweisea misella
Microweisea misella är en skalbaggsart som först beskrevs av Leconte 1878.  Microweisea misella ingår i släktet Microweisea och familjen nyckelpigor. Inga underarter finns listade i Catalogue of Life.